# Shigenobu (Ehime)
El Pueblo de Shigenobu (重信町 Shigenobu-chō?) fue un pueblo del extinto Distrito de Onsen en la Región de Chuyo (中予地方 Chūyo-chihō?) de la Prefectura de Ehime.

## Características
Limitaba con la Ciudad de Matsuyama, el Pueblo de Kawauchi de lo que fue el Distrito de Onsen (actualmente es parte de la Ciudad de Toon), el Pueblo de Tamagawa del Distrito de Ochi (en la actualidad integra la Ciudad de Imabari), el Pueblo de Tanbara del Distrito de Shuso (en la actualidad es parte de la Ciudad de Saijo) y finalmente con el Pueblo de Kuma del Distrito de Kamiukena (hoy en día es parte del Pueblo de Kumakogen).
Fue una ciudad dormitorio de la Ciudad de Matsuyama, y dentro de la Prefectura de Ehime era una de las de mayor crecimiento poblacional.
Se situaba al este de la Ciudad de Matsuyama, sobre la misma Llanura de Dogo y como aglomeración urbana eran contiguas. Era alargada en sentido norte-sur y el centro del Pueblo conincidía con la zona sureste de la Llanura de Dogo. Hacia el este estaba el Pueblo de Kawauchi, separada de ésta por el Río Shigenobu, que le da el nombre al Pueblo. Hacia el noreste y hacia el sur se observaban zonas montañosas.
El pueblo contaba con el Onsen de Minara.

## Gobierno
El último chocho (町長 chōchō?) fue Haruki Wada (和田治樹 Wada Haruki?). El ayuntamiento del Pueblo estaba obsoleto, así que se relocalizó construyendo un nuevo edificio al borde de una ruta principal en el año 1999. Resulta curioso que, por lo menos dentro de la Prefectura y en esa época, se construyera un nuevo edificio para el ayuntamiento y muchos creen que fue un paso en miras a la fusión.
Se formó el 1° de septiembre de 1956 por la fusión de las villas de Kitayoshii (北吉井村 Kitayoshii-mura?), Minamiyoshii (南吉井村 Minamiyoshii-mura?) y Haishi (拝志村 Haishi-mura?).
Para el Pueblo de Shigenobu la fusión con el Pueblo de Kawauchi, con el cual limita y formaban parte del ya desaparecido Distrito de Onsen, fue un proceso casi natural. También influyó en la decisión la posibilidad de pasar a ser una ciudad, ya que sumarían más de 30.000 habitantes entre ambas (aproximadamente 20.000 del Pueblo de Shigenobu y 10.000 del Pueblo de Kawauchi).
Por otra parte, la fusión con la Ciudad de Matsuyama se hubiese llevado a cabo como una integración a la Ciudad y tras el cumplimiento de requisitos impuestos por la misma; además la mayor parte de los habitantes de otros pueblos que se fusionaron con ella decían que no vieron beneficios directos, por lo que no llegó a ser una posibilidad.
Finalmente el 21 de septiembre de 2004 se fusiona con el Pueblo de Kawauchi, formando la Ciudad de Toon.

## Accesos
El Pueblo de Shigenobu estaba comunicado con la Ciudad de Matsuyama por medio de la Línea Yokogawara (横河原線 Yokogawara-sen?) del Ferrocarril Iyo. Cuenta con las estaciones de Ushibuchidanchimae (牛渕団地前駅 Ushibuchidanchimae-eki?), Ushibuchi (牛渕駅 Ushibuchi-eki?), Tanokubo (田窪駅 Tanokubo-eki?), Minara (見奈良駅 Minara-eki?), Aidai Igaku-bu Minamiguchi (愛大医学部南口駅 Aidai Igaku-bu Minamiguchi-eki?) y Yokogawara (横河原駅 Yokogawara-eki?). 
La Autovía de Matsuyama atravesaba el pueblo, pero el intercambiador más cercano, el Intercambiador Kawauchi (川内インターチェンジ Kawa'uchi-intāchenji?), se encontraba en el pueblo vecino de Kawauchi. La Ruta Nacional 11 (comparte su trayecto por el Pueblo con la Ruta Nacional 494), corre casi en paralelo con la Autovía de Matsuyama.